# Stefan Letzelter
Stefan Letzelter (* 21. Juni 1971 in Mainz) ist ein ehemaliger deutscher Leichtathlet. Er holte 1998 den deutschen Meistertitel über die 400 Meter. Nach dem Ende seiner aktiven Laufbahn im Jahr 2000 war er jahrelang als Trainer aktiv und Mitglied des NOK-Präsidiums.

## Karriere
Als Sohn von Manfred Letzelter (ehemaliger Sprinter, unter anderem Hallenweltrekord über 200 Meter im Jahr 1970) und Helga Letzelter (ehemalige Hochspringerin) waren die Weichen bei Stefan Letzelter von Geburt an auf Sport gestellt. 1987 begann Stefan Letzelter mit dem Leistungssport beim USC Mainz.
Sein bestes Jahr hatte Stefan Letzelter 1998: Bei den Deutschen Meisterschaften in Berlin holte er in 46,49 s den Titel. Bei den Europameisterschaften im gleichen Jahr in Budapest schied er im Vorlauf knapp aus. Mit der 4-mal-400-Meter-Staffel (zusammen mit Klaus Ehrnsperger, Thomas Goller und Jens Dautzenberg) reichte es bis ins Finale (sechster Platz).
1999 warf ihn eine Verletzung der Achillessehne weit zurück. Zwar kehrte Stefan Letzelter noch einmal auf die Bahn zurück, beendete aber im Jahr 2000 nach weiteren kleineren Verletzungen seine Karriere als Leichtathlet.

## Trainer
Stefan Letzelter trainierte im Anschluss beim USC Mainz zahlreiche Leichtathleten, darunter 100-Meter-Läufer Andreas Koch (süddeutscher Meister) und Dreispringer Tobias Pöss (3. Platz DM).
Der promovierte Sportwissenschaftler war auch als Athletiktrainer im Basketball aktiv::
- 2004 Deutsche Nationalmannschaft (DBB-Auswahl)
- 2005–2006 Gießen 46ers
- 2006–2009 Frankfurt Skyliners

Seit dem 1. September 2022 ist Letzelter als Leitender Landestrainer für die Leichtathletik in Rheinland-Pfalz tätig.

## Ehrenamt
Auch nach seinem Karriereende blieb Stefan Letzelter noch jahrelang aktiv – ehrenamtlich bekleidete er verschiedene Ämter: So war er 2002 bis 2006 stellvertretender Vorsitzender im Beirat der Aktiven des Deutschen Sport Bundes DSB. Zudem war er Mitglied im Präsidium des Nationalen Olympischen Komitees (NOK).

## Sportwissenschaftler
Letzelter studierte ab 1990 Sportwissenschaft, Politikwissenschaft und Philosophie an der Johannes Gutenberg-Universität Mainz. 1996 legte er einen Studienaufenthalt an der Point Loma University im US-Bundesstaat Kalifornien ein, ehe er sein Studium in Mainz fortsetzte und dieses 1998 mit einem Magisterabschluss beendete. 2004 wurde an der Universität Mainz seine Doktorarbeit im Fach Sportwissenschaft angenommen, die Schrift trug den Titel „Der Sprint im Nachwuchsalter: Geschwindigkeits- und Beschleunigungsverlauf, Sprintfähigkeiten, Schrittgestaltung; ein Vergleich schnellerer und langsamerer junger Kurzstreckenläuferinnen mit der Weltklasse der Frauen“. Er arbeitete im Rahmen von Forschungsarbeiten teilweise mit seinem Vater zusammen. Zwischen 2009 und 2011 war Letzelter an der Universität Mainz als Lehrkraft für besondere Aufgaben tätig, von 2013 bis 2015 hatte er an der H:G Hochschule für Gesundheit & Sport, Technik & Kunst eine Professur für Sport und angewandte Trainingswissenschaft inne, 2017 wurde er am Institut für Sportwissenschaft der Gottfried Wilhelm Leibniz Universität Hannover als Lehrkraft für besondere Aufgaben eingestellt.